# Królestwo Nadżdu i Hidżazu
Królestwo Nadżdu i Hidżazu (arab. ‏مملكة الحجاز ونجد وملحقاتها‎), początkowo Królestwo Hidżazu i Sułtanat Nadżdu – historyczne państwo położone na Bliskim Wschodzie, na terenie obecnej Arabii Saudyjskiej, istniejące w latach 1926–1932.
Państwo powstało na skutek obalenia w 1925 roku Alego ibn Husajna przez ibn Sauda i podboju Hidżazu przez Sułtanat Nadżdu. W styczniu 1926 roku doszło do oficjalnej unii obydwu państw i proklamowania się królem Hidżazu przez ibn Sauda. W 1927 Nadż również został przekształcony w królestwo.
W 1932 roku państwo zostało przekształcone w Królestwo Arabii Saudyjskiej.

## Flagi Nadżdu i Hidżazu

Flaga Nadżdu obowiązująca w okresie 1926 – 22 września 1932
Flaga Hidżazu obowiązująca w okresie 18 stycznia 1926 – 22 września 1932